# Contrapàs (moviment)
Un contrapàs en danses tradicionals és un element coreogràfic usat a algunes danses i ballets medievals i especialment als anomenats balls del contrapàs. A Catalunya hi ha diferents balls amb aquest nom, que sembla que els ha estat donat precisament per contenir aquest element coreogràfic, que hom dedueix que constistiria en fer en sentit contrari els passos acabats de fer en una direcció i sentit determinats. El contrapàs podia estar accentuat amb una espardenyeta (al Rosselló anomenat ales o aletes), un pas consistent en un cop ràpid del taló d'un peu sobre l'empenya de l'altre.
Aquesta mena d'element coreogràfic és habitual a totes les danses de moviment oscil·latori, com per exemple la sardana, el ball de contrapàs llarg i altres. Sabem que formava part també d'alguns ballets antics al Pirineu català, com per exemple el ballet de Déu.